# Роган
Роган (синд. Rohan — «земля володарів коней») — у романі Дж. Р. Р. Толкіна «Володар Перснів» королівство людей-конярів на північ від Ґондору, споконвічний союзник Намісників Мінас-Тіріта та королів Возз'єднаного королівства Арнору і Гондору. Також іноді зустрічається під назвою Ріддермарк — земля вершників (Riddermark від давньоангл. ridder — вершники, лицарі i mark — земля, край). Народ що населяє королівство має назву рогірим (синд. rohirrim — «володарі коней»).
Рогірими з'явились у Толкіна в ранніх начерках 1939 року як союзники Ґондору під назвою «повелителі коней Рогану», а кінцевої форми набули у 1942 р., коли було написано вже третину «Володаря Перснів».

## Географія
У романі більша частина території країни описується як розлогий степ, повний зеленотрав'я і відкритий усім вітрам. Клімат Рогану — помірно-континентальний зі спекотним літом і морозною, але короткою зимою.  Кліматичний пояс — перехідний між холодним краєм Рованіон на півночі Середзем'я та теплими субтропічними землями Гондору.   
На сході Рогану розміщене невисоке гірське пасмо Емін-Мьюл. Південна частина країни розташована у передгір'ї Еред-Німрайс (Білих гір). Центральною частиною Рогану протікає річка Ентова Купіль, що вливається в Андуїн, утворюючи велику дельту. 
Межі королівства:
- на півночі — річка Лімлайт, або Світлима;
- на заході — ліс Фангорн, Гітаеглір (Імлисті гори) та річка Ізен (у деяких варіантах перекладу — Айзен);
- на сході — річка Андуїн до дельти Ентової Купелі;
- на півдні — Еред-Німрайс (Білі гори) та річка Мерінг, що відокремлювала Роган від Аноріену (королівство Гондор).

### Міста і фортеці Рогану
Едорас — столиця королівства з палацом Медусельд (Золоті Чертоги), побудовані в часи другого короля Брего. Розташований у передгір'ї Еред-Німрайс (Білі гори). Крізь місто тече річка Сніжиця, або Сноуборн.
Альдбург — адміністративний центр краю Істфолд;  столиця Рогану  при першому королі Еорлі Юному. Рідне місто Еомера та Еовін.
Горнбург, або Горне, — фортеця  в Гельмовому яру (Гельмова Падь) призначалася для оборони Едораса від дунгарців та як останній прихисток у разі падіння столиці. Збудована нуменорцями, відбудована гондорцями для своїх союзників рогіримів. Також виконувала функції адміністративного центру краю Вестфолд. Під фортецею розташувалась смуга печер Агларонд, що використовувались як склади для припасів та озброєння. У Четверту Епоху гноми з Еребора під проводом Гімлі, сина Глоїна, заснували в печерах своє королівство.
Дунхарг, або Дунхарроу, — стара фортеця у Білих горах, заснована ще нуменорцями у Другу Епоху. Згодом належала Гондору. Передана народу Еорла Юного разом з усім краєм. У фортеці збирались король і Рада Маршалів Рогану. Біля Дунхарга починався Шлях Мертвих, що вів крізь гори до пагорба Ерех, на якому колись Володар племені, що мешкало тут, дав Ісілдурові клятву союзу, котру згодом порушив.  
Інші поселення рогіримів були селами.  

### Регіони Рогану
Істфолд, або Східний Діл, — край на схід від Едораса, розташований між річками Сніжиця, Ентова Купіль, Білими горами та річкою Мерінг. Управлявся королівським сенешалем і маршалом (у  час Війни Персня краєм правив Еомер). 
Вестфолд, або Західний Діл, — край на захід від Едораса, розташований від річки Сніжиця, уздовж Білих гір до річки Ізен. До Вестфолда входив перевал Ворота Рогану, або Грива Рогану. Управлявся королівським сенешалем і маршалом (у час Війни Персня маршалом був Еркенбранд). Внаслідок війни з орками Сарумана та дунландцями більша частина краю була розорена. 
Істемнет — земля між Волдом, річкою Ентова Купіль (відділяє край від Вестемнета  та Істфолда) та Андуїном. На її східній околиці розташовані невисокі гори Емін Муїл. 
Вестемнет — земля між лісом Фангорн, Імлистими горами, Ентовою купіллю та Вестфолдом. Складалася з рівнин. 
Волд — північна частина Рогану. Малозаселений край. Серед населення краю були окремі племена як-от Відфара, що мешкали там разом з табунами коней. Назва означає трав'яну рівнину без дерев.

## Політичний устрій
Роган — абсолютна монархія. Король управляє державою як у мирний, так і у воєнний час. Землями Вестфолд та Істфолд з волі короля правлять королівські сенешалі — маршали (хоч і не відомо, як саме).

## Населення
Народ Рогану походить від одного з трьох народів Аданів — Дому Гадора Золотоволосого. Після Війни Гніву предки рогіримів залишились у Середзем'ї, оселившись у великій області Рованіон. Їхніми родичами були  беорнинги та народи лісорубів з Великого Зеленолісся (згодом Морок-ліс). Королівська династія Рогану — Дім Еорла — веде свій рід від короля Рованіону Відугавії, що правив землями між Морок-лісом і  річкою Келдуїн (Бистриця). Таким чином, королі Рогану вважали себе родичами королівського дому Гондору, оскільки король Ельдакар був онуком Відугавії по матері Відумаві.
Внаслідок Великої чуми 1636 року Третьої Епохи та вторгнення східнян-кочовиків, відомих як Люди Возів або Візники, у 1856 р. королівство Рованіон було зруйноване, а більша частина його населення винищена чи перетворена на рабів. Один з народів краю під проводом нащадка Відугавії Мархвіні відступив у долину Андуїну, підбуривши на повстання захоплене в рабство населення Рованіону, коли більшість чоловіків Людей Возів були в поході проти Гондору. В ході нього більшість повсталих загинула, оскільки жінки та підлітки кочовиків також вправно володіли зброєю. Тому народ Мархвіні не повернувся у свої землі, зайняті кочовиками. У 1977  р. Т. Е. народ Півночі під проводом нащадка Мархвіні Фрумгара відійшов у верхів'я Андуїну, де заснував  королівство Еотеодів зі столицею у місті Фрамбург, що було назване на честь сина Фрумгара, Фрама.   
У 2510 р. король Еотеодів Еорл Юний на чолі війська розбив на полях Келебранта кочовиків Балкотів, що загрожували Гондору, а після переслідував орків. У нагороду за союзництво намісник Кіріон віддав еотеодам провінцію Каленардон, що спорожніла внаслідок моровиці та набігу кочовиків з орками. 
Відтоді Каленардон отримав назву Роган, а еотеодів стали називати рогірими, хоча самі себе вони називали еорлінги. 
Рогірими були високими гарними людьми зі світлою шкірою та в більшості зеленими очима і волоссям пшеничного кольору.  
За характером вони були суворі, відчайдушні, безпощадні до орків та інших ворогів, але з почуттям справедливості. 
Підтримували контакти з ельфами, знали про Еру, однак як і дунадани не  будували храмів та не поклонялись йому. З валар обожнювали Ороме Мисливця, якого називали Бемою. 
На думку дослідників, Дж. Р. Р. Толкін відобразив у рогіримах англосаксонське суспільство донорманської епохи, що сформувалося на місці вищої римської культури.

## Мова
Мова Рогану походить від мови таліска (нею говорили адани), а тому подібна до мови вестрон, якою рогірими володіли так само досконало, як і гондорці. Багато назв у рогіримів  споріднені з гобітськими, оскільки вони жили тривалий час у долині Андуїну.
У легендаріумі Дж. Р. Р. Толкіна представлено лише декілька слів роганської мови:
- trahan — «нори»;
- kûd-dûkan — «мешканець нір» (давньоангл. hol-bitla);
- lô- (loh-) — префікс, що означає «кінь» (давньоангл. éo- (eoh-));
- Lontûr — «народ коней», самоназва рогіримів;
- Lograd — назва країни (давньоангл. Éo-mare);
- tûras — «король» (корінь цього слова ймовірно запозичений із синдарину);
- róg — «дикун»;
- rógin — «дикуни».

У романі для зручності роганські слова Толкін замінив на давньоанглійські.

## Кіннота Рогану
Армія Рогану складалася з кінноти, що поділялась на нерегулярні одиниці еореди — до 3000 вершників. Їх описують озброєними довгими списами, довгими мечами та круглими щитами, одягненими  у легкі шоломи та плетені кольчуги. У роганській кавалерії було багато лучників, що освоїли мистецтво стріляти на скаку. Хоча роганське військо кінне, усі вершники вміли битися у пішому строї, наприклад в кінці Пеленорської битви Еомер спішив рогіримів і побудував їх стіною щитів, а усі приведені Гендальфом вестфолдці були спішені.
Під час війни кожен здоровий чоловік був зобов'язаний прийти на Збір Рогану, але і в мирний час король і маршали Істфолду та Вестфолду мали постійні дружини, причому у випадку загрози частина королівських дружинників могла бути послана на допомогу області під загрозою (так загін Ельфгельма прибув на допомогу вестфолдцям біля бродів Ізену). Рогірими були також були зв'язані клятвою Еорла — надати допомогу Гондору у важкі часи. Гондор у таких випадках надсилає Червону Стрілу або запалює вогні Сторожових Маяків, розташованих від Мінас-Тіріта до роганського кордону.
Найвідоміші коні Рогану — меарас — найшвидші і найблагородніші коні Арди; кінь першого короля Рогану Еорла Юного — Фелароф, родоначальник табуну меарас — вважався найвеличнішим з них.
Через любов до коней і з'явилась назва жителів Рогану.

## Історія
У Першу та Другу Епохи територія краю була населена предками дунгарців та спорідненими  народами.  На початку Третьої Епохи країна входила до складу Гондору як провінція Каленардон (синд. Kalenardon — «Зелена рівнина»).
Унаслідок Великої Чуми 1636 р. Третьої Епохи вимерла значна частина населення Каленардона.
У 2510 р. племена східнян балкоти  вдерлися на землі Гондору. Одночасно з Імлистих гір напали орки. Коли Каленардон було захоплено, правитель Кіріон послав на північ за допомогою. Дізнавшись про біди Гондору, король еотеодів Еорл Юний зібрав військо і прийшов на допомогу. В бою на полях Келебранта між річками Срібною та Лімлайт (Світлима) еотеоди розгромили балкотів та гірських орків, переслідуючи останніх по всьому Каленардону.
На знак подяки за надану допомогу намісник Гондору віддав еотеодам остаточно спустілий після навали східнян та орків Каленардон, де виникло королівство Роган («земля вершників»).

### Королі Рогану

#### Перша гілка
Еорл Юний (2485—2545 Т. Е.) — своє прізвисько дістав від того, що отримав престол у ранній молодості і до кінця днів залишався рум'яним. Еорл загинув у битві зі східнянами, і тоді був насипаний Перший курган. Поруч із ним похований його кінь Фелароф.
Брего (2512—2570) — вигнав східнян зі степів, і на довгі роки в Рогані запанував мир. У 2569 р. завершив будівництво Медусельда. На бенкеті його син Балдор оголосив, що хоче піти Шляхом Мертвих, пішов і не повернувся. Наступного року Брего помер від туги.
Алдор Старий (2544—2656) — другий син Брего. Його правління тривало 75 років, звідси й прізвисько. В час Алдора чисельність рогіримів зросла, і вони підкорили дунгарів, що жили на схід від Ізена.
Про наступних трьох королів говориться мало. У їх дні у Рогані були мир та благоденство.
Фрей (2570—2659) — старший син Алдора. Королем став уже під старість.
Фревайн (2594—2680).
Голдвайн (2619—2699).
Деор (2644—2718) — у його дні правління відновлюються набіги дунгарців. У 2710 р. вони захопили Ізенгард і тривалий час утримували його.
Грам (2668—2741).
Гельм Молоторукий (2691—2759) — суворий правитель, наділений великою силою. Багатий  землевласник Фрека (він називав себе нащадком короля Фревайна; хоча своїм виглядом і темним волоссям був схожий на дунгарця), що володів землями по обидва боки річки Адорн, домагався руки дочки короля для свого сина Вульфа. Проте Гельм насміявся з Фреки при всіх своїх радниках, а після закінчення ради вивів його з Едораса і вбив ударом кулака по голові. Король оголосив сина Фреки та його родичів вигнанцями.
У 2758 р. дунгарці під проводом Вульфа, сина Фреки, вторглися в Роган. Гондор не зміг прийти на допомогу, оскільки умбарські пірати вторглися в гирло Андуїну. Рогірими зазнали поразки, і Едорас було захоплено. Біля воріт палацу загинув син Гельма, Галет. Вульф проголосив себе королем.
Гельм відступив до Горнбурга і укріпився в гірській долині (згодом вона отримала назву Гельмів яр, або Гельмова падь). Почалася Довга Зима, сніг лежав з листопада 2758 по березень 2759 рр.; і рогірими, і вороги однаково страждали від холоду і голоду. У Гельмовому яру молодший син Гельма, Хама, всупереч наказу короля, на чолі загону пішов у набіг і зник безвісти. Тоді від відчаю Гельм став сам виходити з фортеці і вбивати ворогів голими руками. Його боялися і дунгарці, і свої. Одягнений у біле, немов гірський троль, він непомітно прокрадався у табір противника і вбивав людей. З'явилося повір'я, що допоки король беззбройний, його не переможе ніяка зброя. Перед кожною своєю атакою він сурмив у ріг, звук і відлуння якого наводили на дунгарів страх, і вони розбігалися, також доведені до відчаю холодом і голодом. Одного разу звук рогу пролунав, але Гельм не повернувся; коли зійшло сонце, обложені побачили його закам'яніле тіло на фортечному валу Горнбурга. Люди розповідали, що звук його рогу  довго лунав у Гельмовому яру, наводячи страх на ворогів Рогану, яких і в пізніші часи було чимало. 
Коли закінчилася зима, племінник короля Фреалаф на чолі загону вийшов з Дунхарга, визволив Едорас і вбив Вульфа. Гондорці, що прийшли навесні, допомогли добити дунгарців та східнян. До кінця 2759 р. їх вибили з останнього оплоту в Ізенгарді. Останки Гельма перенесли в Едорас і поховали під дев'ятим курганом. 

#### Друга гілка
Фреалаф (2726—2798) — син Гільди, сестри Гельма. При ньому Саруман зайняв Ізенгард. Ослаблений війною і Довгою зимою Роган дружньо відносився до нового сусіда.
Бритта Леоф (2752—2842) — своє прізвисько отримав за доброту і бажання допомагати нужденним. Вигнав орків з півночі Рогану.
Валда (2780—2851) — правив тільки дев'ять років. Загинув по дорозі з Дунхарга, потрапивши в засідку орків.
Фолка (2804—2864) — прекрасний мисливець; дав клятву не чіпати диких звірів, поки в Рогані залишатиметься хоч один орк. Коли остання орківська банда була знищена, король вирушив полювати на кабанів у Фіріенські ліси. Кабана він убив, але й сам загинув від ран, завданих звіром.
Фолквайн (2830—2903) — при ньому відновлено колишню могутність Рогану. Було відвойовано землі між Ізеном і Адорном, що захопили дунгарці. Коли гарадрими й умбарські корсари напали на Гондор, відрядив військо на чолі зі своїми синами-близнюками Фолкредом і Фастредом (народилися у 2858 році). Обидва загинули в Ітіліенській битві у 2885 р. Намісник Турін ІІ щедро нагородив Фолквайна за допомогу.
Фенгель (2870—2953) — третій син Фолквайна. Був жадібний до їжі та золота, сварився зі своїми воєначальниками та дітьми. Його син Тенгель тривалий час жив у Гондорі, на службі в намісника Тургона.
Тенгель (2905—2980) — у 2943 р. взяв у жони Морвен з Лоссарнаху в Гондорі. Вона народила йому сина Теодена і двох доньок. Після смерті Фенгеля посів трон. У Рогані в нього народилось ще дві дочки, найгарнішою з яких була наймолодша Теодвін. При ньому Саруман оголосив себе господарем Ізенгарду і став підтримувати ворогів Рогану.
Теоден (2948—3019) — потрапив під чари Сарумана, і той ледве не звів короля, але, завдяки втручанню Гендальфа ожив, виграв битву під Горнбургом і привів війська на Пеленорські поля. У найвеличнішій битві Третьої Епохи король загинув біля стін Мундбурга (так рогірими називали Мінас-Тіріт). Деякий час покоївся у країні, де народився, серед померлих королів і намісників Гондору, але пізніше був перевезений на батьківщину і похований у восьмому кургані його гілки в Едорасі.

### Третя гілка
У 2989 р. донька Тенгеля Теодвін вийшла заміж за маршала Істфолду Еомунда. Її син Еомер народився у 2991 році, а донька Еовін — у 2995-му. Над світом знову нависла тінь Саурона, і її крила дотягнулися до степів Рогану. Орки знов здійснювали набіги на східні землі. Особливо сильними були уруки, що з'являлися з боку Імлистих гір, і ніхто тривалий час не здогадувався, що служать вони не Саурону, а Саруману. Одного разу у 3002 р. правитель Еомунд переслідував орків до хребта Емін Муїл і потрапив у засідку. У бою правитель загинув.
Невдовзі потому захворіла і померла Теодвін. Дітей взяв на виховання король і любив їх, як своїх власних сина і доньку. В самого Теодена був лише один син, Теодред, якому на той час було 24 роки. Королева Ельфгільда померла від пологів, і Теоден більше не одружувався. Еомер та Еовін росли в Едорасі і бачили, як темні тіні збираються над Золотим Палацом. Еомер був дуже схожим на батька, а його сестра виросла схожою на Морвен з Лоссарнаха, котру рогірими прозвали Морвен Сталевий Блиск.
Еомер (2991—3084, або 63 р. Четвертої Епохи) — у молодості прийняв правління Істфолдом. У Війні Персня Теодред загинув, відбиваючи саруманові орди біля Бродів Ізену. Тому Теоден оголосив Еомера спадкоємцем і майбутнім королем. На Пеленорських полях здобула славу і його сестра Еовін, що билась у рядах Вершників у чоловічій одежі. Люди запам'ятали її під ім'ям Діви-Щитоносця. Еомер став великим королем; він був молодим, коли прийняв правління від Теодена, і правив шістдесят п'ять років — довше ніж усі попередники, крім Алдора Старого. У Війні Персня він став другом королеві Елесару та князеві Дол Амрота Імрагілю, і після війни часто приїздив у Гондор. В останній рік Третьої Епохи (3021) він одружився з Лотіріель, донькою Імрагіля. Його син Ельфвін Світлий успадкував трон Рогану.
У дні Еомера люди, що бажали миру, нарешті отримали його. Населення Рогану зростало, великі табуни коней паслися на рівнинах. Гондором і Арнором правив король Елесар, що об'єднав усі колишні володіння, і тільки Роган зберіг незалежність. Король Елесар підтвердив дар Кіріона, а Еомер приніс клятву Еорла і залишився їй вірним. Бо хоча Саурон і пав, зло й ненависть, посіяні ним, дали паростки, і Королю Заходу ще не раз довелось перемагати ворогів, перш ніж Біле Дерево змогло зростати у мирі. І куди б не звали короля Елесара ратні справи, всюди з ним був король Еомер. І за Рунним морем, і на далеких просторах півдня Білий кінь на зеленому полі розвивався під різними вітрами поруч з Білим Деревом, осяяним зірками.

## У адаптаціях
Для зйомок у фільмі Пітера Джексона «Володар перснів: Дві вежі» під Роган використовували околиці озера Путлібьорн у Центральному Отаго в Новій Зеландії.